# Bann (Gebiet)

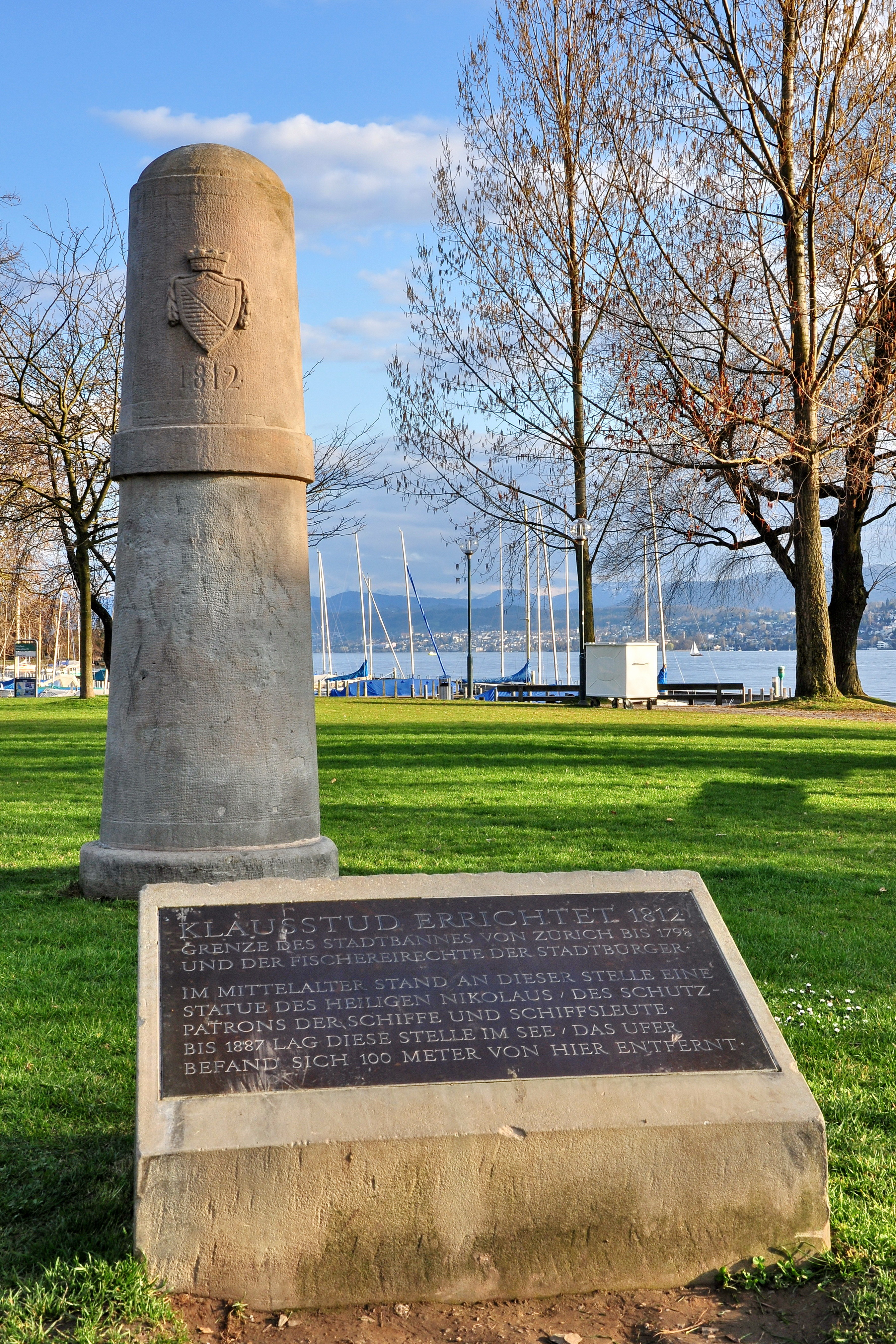
Markierung des ehemaligen Stadtbanns in Zürich-Seefeld

Der Bann ist eine Bezeichnung für ein näher zu bestimmendes Gebiet. Es taucht seit dem 10. Jahrhundert in der deutschen Sprache auf und bezeichnet meistens Herrschaftsgebiet, Gemarkung, Stadtgebiet oder Verwaltungsbezirk. In diesem Zusammenhang tauchen auch die Ausdrücke Bannwald, Wildbann und Bannmeile auf.

## Gemeindegebiet
Vor allem in der Schweiz, in Südbaden und im Elsass wird das Gemeindegebiet noch als Bann oder Gemeindebann bezeichnet. In den angrenzenden Gebieten werden überwiegend die Ausdrücke Markung und Gemarkung benutzt.
In der Nordwestschweiz finden einmal jährlich sogenannte Banntage statt, an dem die Gemeindegrenze abgeschritten und der Verlauf kontrolliert wird (Bannumgang).